# Je sais tomber
Pour plus de détails, voir Fiche technique et Distribution.
Je sais tomber est un téléfilm français réalisé par Alain Tasma et diffusé le 25 janvier 2019 sur Arte,.

## Synopsis
À 20 ans, Kevin retourne vivre chez ses parents à la campagne. S'obligeant à travailler dans un élevage de porcs pour assurer son indépendance, sa route croise brusquement celle d'Alice, cascadeuse dans un cirque équestre, dont il s'éprend immédiatement. Pour la retrouver, puis la séduire, il va tout faire pour apprendre la pratique acrobatique du cheval.

## Fiche technique
- Réalisateur : Alain Tasma
- Scénario : Alain Tasma, Pierre Grillet
- Photographie : Pierre Milon
- Montage : Yves Deschamps
- Musique : Fabrice Aboulker
- Producteur : Thomas Anargyros
- Sociétés de production : Storia Télévision, Pictanovo Région Hauts de France et Arte
- Genre : Drame
- Durée : 90 minutes
- Date de première diffusion : 25 janvier 2019 sur Arte

## Distribution
Sauf indication contraire, les informations mentionnées dans cette section peuvent être confirmées par la base de données cinématographiques IMDb,  présente dans la section « Liens externes ».
- Benjamin Voisin : Kévin
- Margot Bancilhon : Alice
- Olivier Loustau : Jean
- Aloïse Sauvage : Julius
- Julien Triguer : Mel
- Joséphine Derenne : Grand Mère Alice
- Marie-José Billet : Banquière
- Céleste Bosson : Romane
- Antoine Douchet : Un ami du défunt
- Gaëlle Fraysse : Femme théâtre
- Liv Henneguier : Mariam
- Florent Hill : Fred
- Sophie-Marie Larrouy : Fille agence
- Jean-Jacques Le Vessier : Simon, le père de Julius
- Saverio Maligno : Agent immobilier
- Jeremy Margallé : Prof de judo
- Éric Paul : Père de Kévin
- Guillaume Viry : Vladek
- Aurélie Vérillon : Mère de Kévin

## Tournage
Le tournage a lieu en avril 2018 principalement à Lille, puis dans l'Oise, à Clermont, La Houssoye et au cirque équestre du Moulin de Pierre de Noailles .

## Distinction
- Festival de la fiction TV de La Rochelle 2018[4] :
  - Prix jeune espoir masculin Adami pour Benjamin Voisin
  - Prix Nouvelle-Aquitaine des lecteurs du Sud Ouest